# Harold Hackett
Harold Hackett (Hingham, 12 de julho de 1868 - 20 de novembro de 1937) foi um tenista amador estadunidense. Foi campeão do US open quatro vezes em duplas.